# Henricia sufflata
Henricia sufflata är en sjöstjärneart som först beskrevs av Percy Sladen 1889.  Henricia sufflata ingår i släktet Henricia och familjen krullsjöstjärnor.
Artens utbredningsområde är havet kring Nya Zeeland. Inga underarter finns listade i Catalogue of Life.